# The Charge of the Gauchos
Pour plus de détails, voir Fiche technique et Distribution.
The Charge of the Gauchos (Una nueva y gloriosa nación) est un  film américano-argentin réalisé par Albert H. Kelley, sorti en 1928.

## Synopsis
La vie romancée de Manuel Belgrano, leader de la guerre d'indépendance de l'Argentine, considéré comme le « George Washington » de l'Argentine.

## Fiche technique

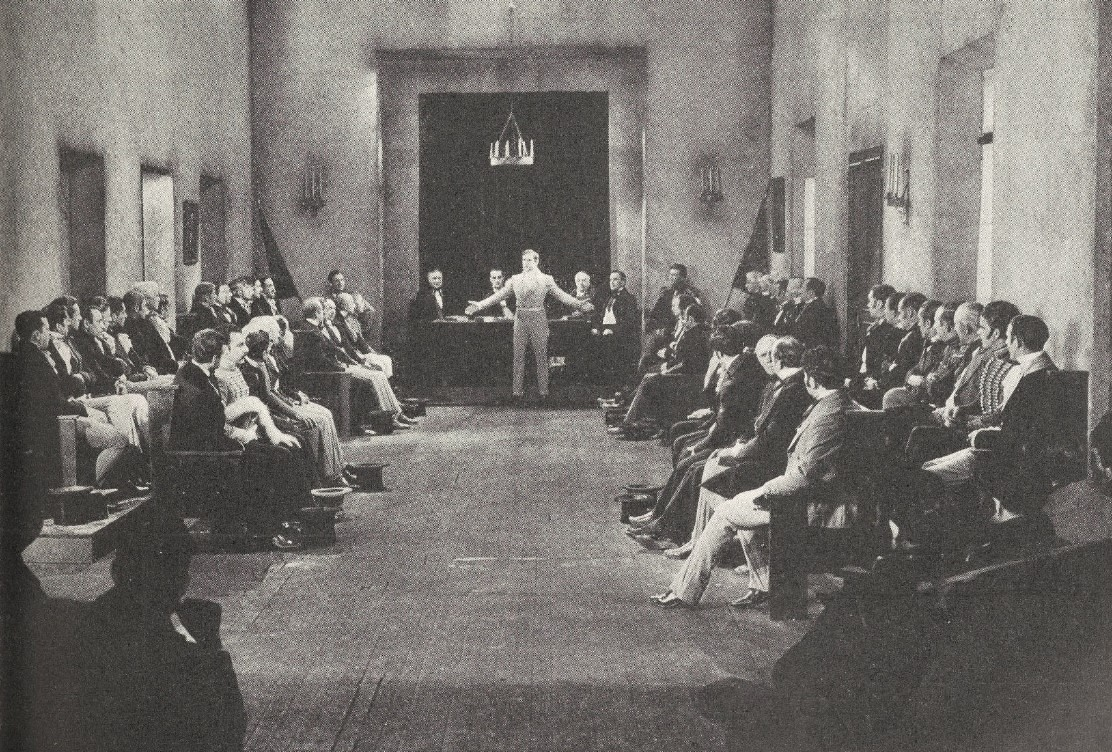
Une scène du film.

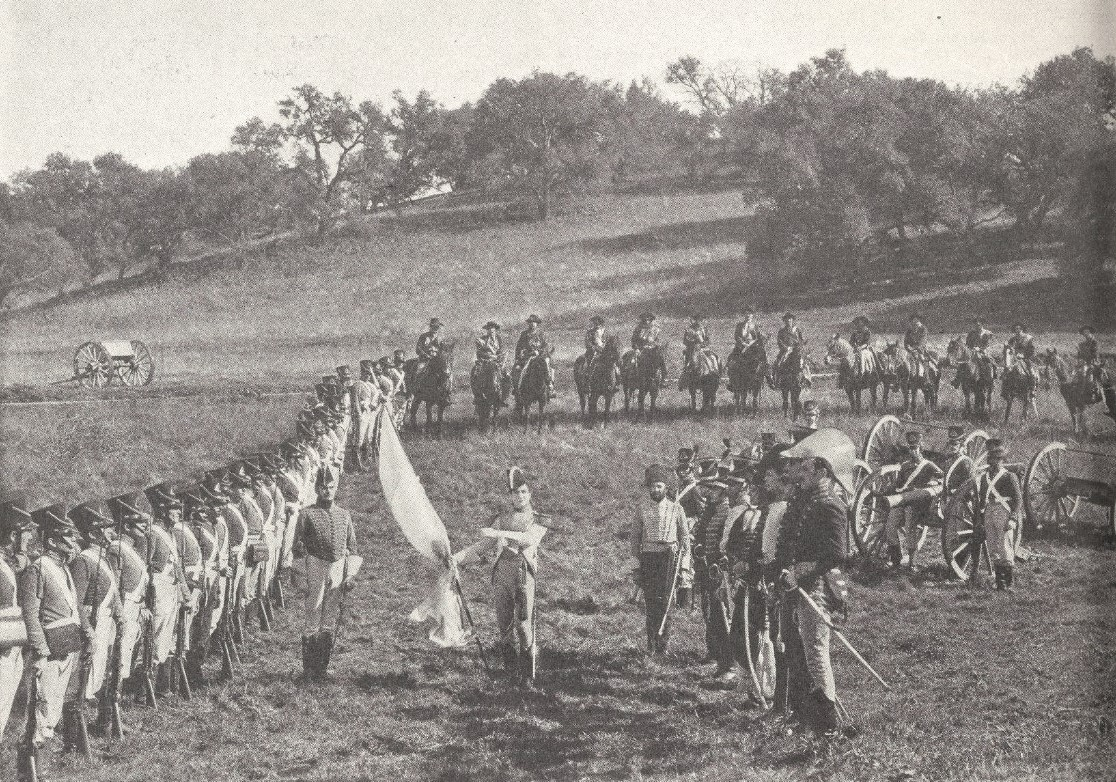
Scène d'extérieur.

- Titre : The Charge of the Gauchos
- Titre espagnol : Una nueva y gloriosa nación
- Réalisateur : Albert H. Kelley
- Scénario : W. C. Clifford et Garrett Graham
- Intertitres : Julián Ajuria
- Photographie : Georges Benoît et Nicholas Musuraca
- Montage : George Nichols Jr.
- Production : Julián Ajuria
- Société de production : Ajuria Productions
- Société de distribution : Sociedad General Cinematográfica, Film Booking Offices of America
- Pays de production :  Argentine et  États-Unis
- Genre : Biopic, drame et historique
- Durée : 65 minutes
- Dates de sortie : 
  - Argentine : 10 mars 1928
  - États-Unis : 16 septembre 1928

## Distribution
- Francis X. Bushman : Manuel Belgrano
- Jacqueline Logan : Monica Salazar
- Guido Trento : Monteros
- Paul Ellis : Balcarce
- Henry Kolker : Viceroy Cisneros
- Charles Hill Mailes : Saavedra
- Jack Hopkins : Lezica
- Charles K. French : Salazar
- Olive Hasbrouck : Mariana
- Mathilde Comont : tante Rosita
- Jack Ponder : George Gordon
- Lige Conley : Gómez
- Gino Corrado : Mariano Moreno
- Frank Hagney : José Manuel de Goyeneche
- Otto Hoffman : le père de Balcarce
- Margaret McWade : la mère de Balcarce
- James Gordon : l'évêque
- Serge Tatarski : Juan José Castelli
- Henry Hebert : Martín Rodríguez
- Harry Semels : Antonio Beruti
- Elmer Dewey : Domingo French